# 潘杰明
潘杰明（英語：Benji Schwartz，1982年6月6日—），又名「石磊」，美國男歌手、影視演員、GV男優，2005年暑假，作為大學青年大使歌舞團演員隊隊長，石磊带團在中國進行了為期30天的巡回演出。2007年参加中国大陆东方卫视选秀节目《加油！好男儿》，2009年以潘杰明為名前往台灣参加由利菁主持的《超级偶像》第三屆賽事，但未能進入決賽。
2018年潘杰明被爆轉行下海當GV男優，震驚大票粉絲。

## 和瓊瑤的緣分
2010年，在潘杰明參加歌手選秀時，瓊瑤已經注意到他，瓊瑤在博客上寫道：「單纯透過電視節目，便極為欣赏潘杰明的歌聲和流利的中文，每周緊盯著潘杰明的歌唱比賽。」當潘杰明在勇闖十強落敗後，瓊瑤當下決定要為他寫一個角色，為他開啟演藝之路的大門，讓兒媳暨《新還珠格格》 藝術總監的何琇瓊安排兩人見面，他成為《新還珠格格》演員中唯一一位沒有參加試戲就入選的演員。
2012年，潘杰明在個人微博宣布他成為瑜伽联盟公认的瑜伽教练。

## 演藝經歷
- 2009年 台灣 超级偶像第三屆 15強
- 2009年 台湾台視 百万大歌星
- 2007年 東方衛視 加油！好男兒 武漢3強選手 全國26強
- 2007年 Men's Uno 2007年最IN男明星颁獎盛典 星光大道主持人和颁獎嘉賓
- 2007年 東方衛視 The Winner 創智赢家 全國6強選手
- 2006年 上海熱線 海外版網站新聞發布會主持人

## 作品

### 電視劇
| 年度   | 剧名           | 角色   |
| ------ | -------------- | ------ |
| 2011年 | 《新還珠格格》 | 班傑明 |
| 2013年 | 《独有英雄》   | 乔尔   |

### 單曲
- 2011 風兒陣陣吹（新還珠格格之風兒陣陣吹片尾曲）
- 2011 燕子歌（新還珠格格插曲）

## 獎項

### 大型頒獎禮獎項
| 年份 | 獎項                                |
| ---- | ----------------------------------- |
| 2011 | - 優酷大劇盛典 - 優酷指數新偶像大獎 |

## 外部連結
- 潘杰明的新浪微博
- 潘杰明 （页面存档备份，存于）-無名